# Грошани (Бузау)
Грошани (рум. Groșani) насеље је у Румунији у округу Бузау у општини Костешти. Oпштина се налази на надморској висини од 82 m.

## Становништво
Према подацима из 2002. године у насељу је живело 83 становника, од којих су сви румунске националности.